# Бахметьев, Андрей Александрович
Андре́й Алекса́ндрович Бахме́тьев (род. 18 мая 1960, Москва) — российский изобретатель, телеведущий (получивший наибольшую известность как автор и ведущий рубрики «Очумелые ручки» в передаче «Пока все дома» с 1992 по 2010 год), а также сценарист.

## Биография
Родился 18 мая 1960 года в Москве. Окончил школу в 1977 году.
В 1983 году окончил Московский энергетический институт (МЭИ), в котором получил специальность «инженер-электрик».
После института работал преподавателем в МЭИ и занимался разработкой электронных устройств (прецизионными АЦП и ЦАП и устройствами по их проверке). Имеет несколько авторских свидетельств СССР.
С 1992 по 2010 год — соведущий утренней программы своего друга Тимура Кизякова «Пока все дома» на 1-м канале Останкино и ОРТ/«Первом канале». В передаче отвечал за рубрику «Оч.умелые ручки», в которой представал в образе профессора, который из вторсырья мастерит полезные вещи и приспособления.
Имеет несколько патентов на собственные изобретения и вместе с Кизяковым опубликовал две книги, где собраны их «оч.умелые» изобретения.
Помимо этого, в 1998 году Бахметьев написал сценарии к двум сюжетам «Ералаша» — «Помощник» и «Не рой другому яму…». В середине 2000-х годов работал арт-директором печатного журнала «Спокойной ночи, малыши!» по мотивам одноимённой передачи.
С апреля 2010 года является главным разработчиком компании «Знаток плюс», которую основал совместно с Чжаном Тяньго. Компания занимается производством обучающих игровых проектов для детей: плакатов, книг, ковриков и так далее. 9 января 2018 года электронный конструктор «Знаток», созданный Бахметьевым в данной компании, получил приз в номинации «Лучшая электронная игрушка» на международной выставке игрушек в Гонконге.
В 2011 году покинул программу «Пока все дома». По его собственным словам, приводимым журналом «Телесемь», он ушёл с телевидения, чтобы сосредоточиться на образовательных проектах.
Является председателем попечительского совета «Евробот — Россия».

### Личная жизнь
Женат, двое детей — Ксения (род. 1990) и Дмитрий (род. 1995).

## Книги
- Андрей Бахметьев, Тимур Кизяков. Оч.умелые ручки. — М.: Росмэн, 1998. — 97 с. — ISBN 5-257-00414-3.
- Андрей Бахметьев, Тимур Кизяков. Оч.умелые ручки. — М.: Росмэн, 2002. — 92 с. — ISBN 5-353-00357-8.